# Кристаллы
Криста́ллы (от греч. κρύσταλλος первоначально — «лёд», в дальнейшем — «горный хрусталь; кристалл») — твёрдые тела, в которых частицы (атомы и молекулы) расположены регулярно, образуя трёхмерно-периодическую пространственную укладку — кристаллическую решётку.
Кристаллы — твёрдые вещества, имеющие естественную внешнюю форму правильных симметричных многогранников, основанную на их внутренней структуре, то есть на одном из нескольких определённых регулярных расположений составляющих вещество частиц (атомов, молекул, ионов).
Современное определение кристалла дано Международным союзом кристаллографов: материал представляет собой кристалл, если он имеет преимущественно острую дифракционную картину.
В 2000 году самые крупные природные кристаллы были обнаружены в Пещере кристаллов в шахтовом комплексе Найка, в мексиканском штате Чиуауа. Некоторые из найденных там кристаллов гипса достигают 15 метров в длину, а в ширину — 1 метр. Известен своими гигантскими, метровыми, кристаллами сподумен. В 1914 году было опубликовано сообщение, что в руднике Этта, Южная Дакота некогда был найден кристалл сподумена длиной 42 фута (12,8 м) и массой 90 тонн.

## Морфология кристаллов
Морфология кристаллов — наука, изучающая происхождение кристаллов и их размещение этих граней в пространстве. Представляет собой отрасль кристаллографии.
Большинство природных кристаллов имеют гладкие кристаллические грани, в малогабаритных формах; грани кристаллов оптически плоские и обычно дают чёткие отражения окружения (как в оконном стекле). У больших кристаллов отражения бывают более размытыми и, следовательно, сами грани не идеально плоские.
Плоские грани у кристаллов свидетельствуют о правильности внутреннего расположения атомов, характеризующего кристаллическое состояние вещества.
Знание морфологии драгоценных материалов необходимо для распознания таких камней в необработанном состоянии, а также для лучшей огранки того или иного кристалла.

## Кристаллическая структура
Кристаллическая структура — это расположение частиц (атомов, молекул, ионов) в кристалле. Будучи индивидуальной для каждого вещества, кристаллическая структура относится к основным физико-химическим свойствам этого вещества. Кристаллическую структуру с трёхмерной периодичностью называют кристаллической решёткой.

## Кристаллическая решётка
Составляющие данное твёрдое вещество частицы образуют кристаллическую решётку. Если кристаллические решётки стереометрически (пространственно) одинаковы или сходны (имеют одинаковую симметрию), то геометрическое различие между ними заключается, в частности, в разных расстояниях между частицами, занимающими узлы решётки. Сами расстояния между частицами называются параметрами решётки. Параметры решётки, а также углы геометрических многогранников определяются физическими методами структурного анализа, например, методами рентгеновского структурного анализа.
Часто твёрдые вещества образуют (в зависимости от условий) более чем одну форму кристаллической решётки; такие формы называются полиморфными модификациями. Например, среди простых веществ известны:
- ромбическая и моноклинная сера;
- графит и алмаз, которые являются гексагональной и кубической модификациями углерода;
- среди сложных веществ — кварц, тридимит и кристобалит, которые представляют собой различные модификации диоксида кремния.

## Виды кристаллов
Следует разделить идеальный и реальный кристаллы.
- Идеальный кристалл является математическим объектом, лишённым любых дефектов строения, а также имеющим полную, свойственную ему симметрию, идеализированно ровные гладкие грани.
- Реальный кристалл всегда содержит различные дефекты внутренней структуры решётки, искажения и неровности на гранях и имеет пониженную симметрию многогранника вследствие специфики условий роста, неоднородности питающей среды, повреждений и деформаций. Необязательно обладает кристаллографическими гранями и правильной формой, но у него сохраняется главное свойство — закономерное положение атомов в кристаллической решётке.

## Анизотропия кристаллов
Многим кристаллам присуще свойство анизотропии, то есть зависимость их свойств от направления, тогда как в изотропных веществах (большинстве газов, жидкостей, аморфных твёрдых телах) или псевдоизотропных (поликристаллы) телах свойства от направлений не зависят. Процесс неупругого деформирования кристаллов всегда осуществляется по вполне определённым системам скольжения, то есть лишь по некоторым кристаллографическим плоскостям и лишь в некотором кристаллографическом направлении. В силу неоднородного и неодинакового развития деформации в различных участках кристаллической среды между этими участками возникает интенсивное взаимодействие через эволюцию полей микронапряжений.
В то же время существуют кристаллы, в которых анизотропия отсутствует.
В физике мартенситной неупругости накоплен богатый экспериментальный материал, особенно по вопросам эффектов памяти формы и пластичности превращения. Экспериментально доказано важнейшее положение кристаллофизики о преимущественном развитии неупругих деформаций почти исключительно посредством мартенситных реакций. Однако принципы построения физической теории мартенситной неупругости неясны. Аналогичная ситуация имеет место в случае деформации кристаллов механическим двойникованием.
Значительные успехи достигнуты в изучении дислокационной пластичности металлов. Здесь не только понятны основные структурно-физические механизмы реализации процессов неупругой деформации, но и созданы эффективные способы расчёта явлений.

## Физические науки, изучающие кристаллы
- Кристаллофизика изучает совокупность физических свойств кристаллов.
- Кристаллография изучает идеальные кристаллы c позиций законов симметрии и сопоставляет их с кристаллами реальными.
- Структурная кристаллография занимается определением внутренней структуры кристаллов и классификацией кристаллических решёток. В 1976 году «сенсацию» о том, что земной шар — «огромный кристалл», опроверг кристаллограф И. И. Шафрановский[6].
- Кристаллооптика изучает оптические свойства кристаллов.
- Кристаллохимия изучает кристаллические структуры и их связи с природой вещества.

Вообще, изучением свойств реальных кристаллов занимается огромная научная отрасль; достаточно сказать, что все полупроводниковые свойства некоторых кристаллов (на основе которых создаётся точная электроника и, в частности, компьютеры) возникают именно за счёт дефектов.